# Lorins
Els lorins són lloros arboris, amb una grandària des de petita fins mitjana. Caracteritzats per les seves llengües que acaben en forma d'un pinzell especialitzat en una alimentació a base de nectar i fruites tendres. Constitueixen una subfamília dins dels psitacúlids (Psittaculidae). A molts d'ells se'ls aplica el nom vulgar de cotorra, que també es fa servir per a designar espècies d'altres grups.

## Hàbitat i distribució
Habiten medis forestals d'una zona que inclou el sud-est asiàtic, Polinèsia, Nova Guinea i Austràlia.

## Morfologia
- En general tenen plomatges molt acolorits.
- La part més especialitzada de la seva anatomia és la llengua amb punta de pinzell, relacionada amb la seva alimentació a base de néctar i fruites tendres. Poden menjar de les flors de prop de 5.000 espècies de plantes.
- Tenen ales i cues apuntades que els permeten volar àgilment. També tenen fortes potes.
- Són molt actius, tant en captiveri com en la natura.

## Alimentació
Aquestes aus en la natura s'alimenten bàsicament de nèctar i pol·len. 

En captiveri requereixen una dieta especial que dificulta la seva cura a un principiant. La seva alimentació natural es deu reemplaçar per preparats comercials.

## Classificació
Tradicionalment aquest grup d'ocells es classifica com la subfamília dels lorins (Loriinae) o inclús com la família dels lòrids (Loriidae), però cap dels dos punts de vista s'han confirmat per estudis moleculars. Els estudis demostren que aquest grup està molt relacionat amb els gèneres Cyclopsitta i Psittaculirostris, i també amb els periquitos (Melopsittacus undulatus). Dins del grup, s'han reconegut altres subgrups. El primer d'ells estaria format pels gèneres Charmosyna, Phigys i Vini. Tots els altres gèneres, excepte Oreopsittacus, formarien un segón grup. La situació d'Oreopsittacus no és clara, malgrat que podria formar per ell mateix un tercer grup.
S'han classificat en 15 gèneres amb 73 espècies:
- Tribu Loriini. 			
  - Oreopsittacus, amb una espècie, lori becganxut (Oreopsittacus arfaki).
  - Charmosyna, amb 15 espècies.
  - Vini, amb 5	espècies.
  - Phigys, amb una espècie, lori solitari (Phigys solitarius).
  - Neopsittacus, amb dues espècies.
  - Glossopsitta, amb tres espècies.
  - Lorius, amb 6 espècies.
  - Chalcopsitta, amb 4	espècies.
  - Pseudeos, amb una espècie, lori fosc (Pseudeos fuscata).
  - Psitteuteles, amb 3	espècies.
  - Eos, amb 6 espècies.
  - Trichoglossus, amb 14 espècies.
- Tribu Melopsittacini. 			
  - Melopsittacus, amb una espècie, periquito comú (Melopsittacus undulatus).
- Tribu Cyclopsittini. 			
  - Psittaculirostris, amb 5 espècies.
  - Cyclopsitta, amb 6 espècies.